# الأقزام والبيئة
الأقزام والبيئة مسلسل رسوم متحركة إسباني انتج عام 1997 ويتكون من 26 حلقة وتمت دبلجته للغة العربية .